# Kloneus babayaga
Kloneus babayaga är en fjärilsart som beskrevs av Henry Skinner 1923. Kloneus babayaga ingår i släktet Kloneus och familjen svärmare. Inga underarter finns listade i Catalogue of Life.